# کاناکاراپولا
کاناکاراپولا (انگلیسی: Kanakkarapola) یک روستا در کشور سری‌لانکا است.